# 科隆 (恩特雷里奧斯省)
32°13′S 58°8′W / 32.217°S 58.133°W

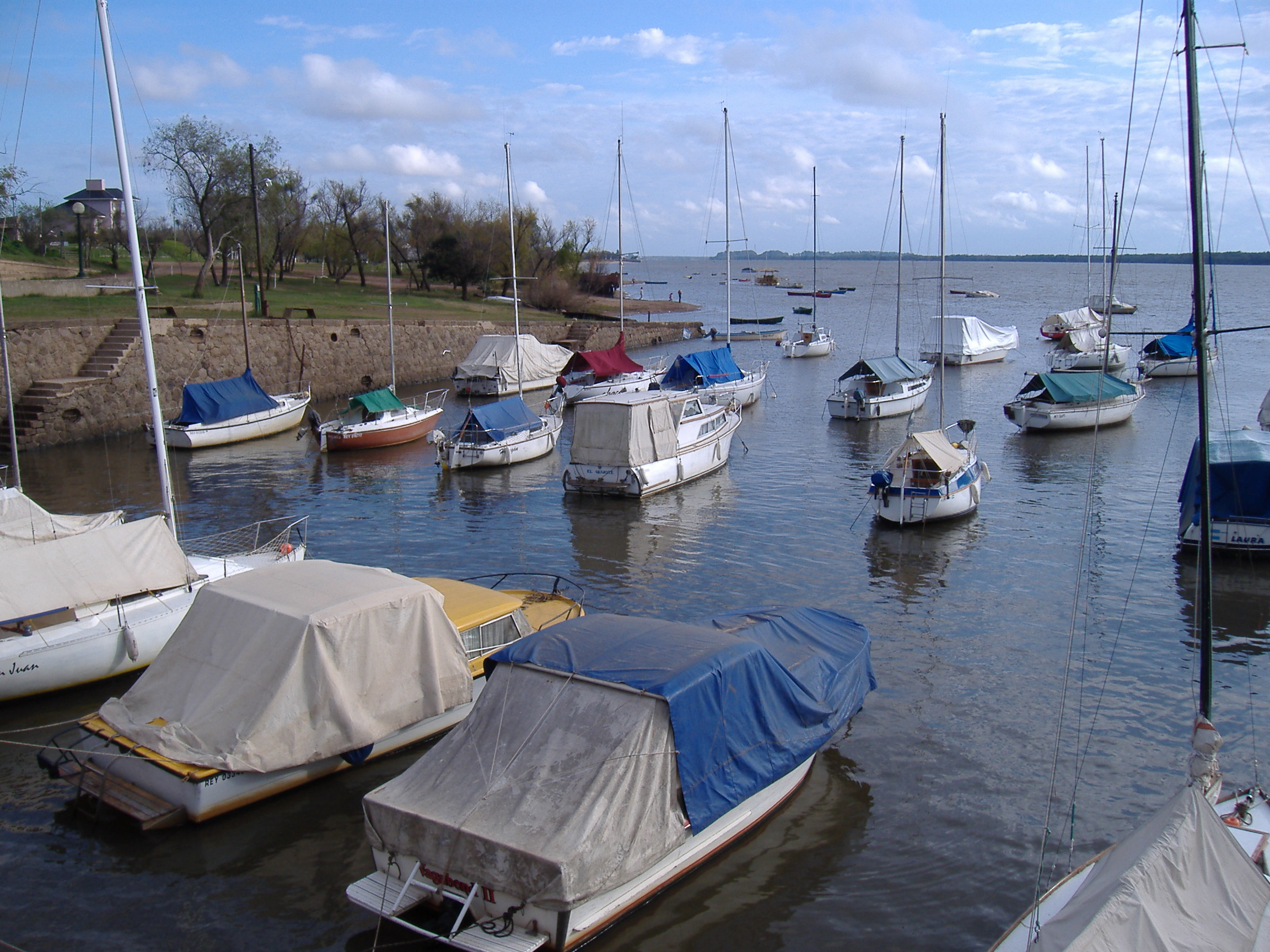

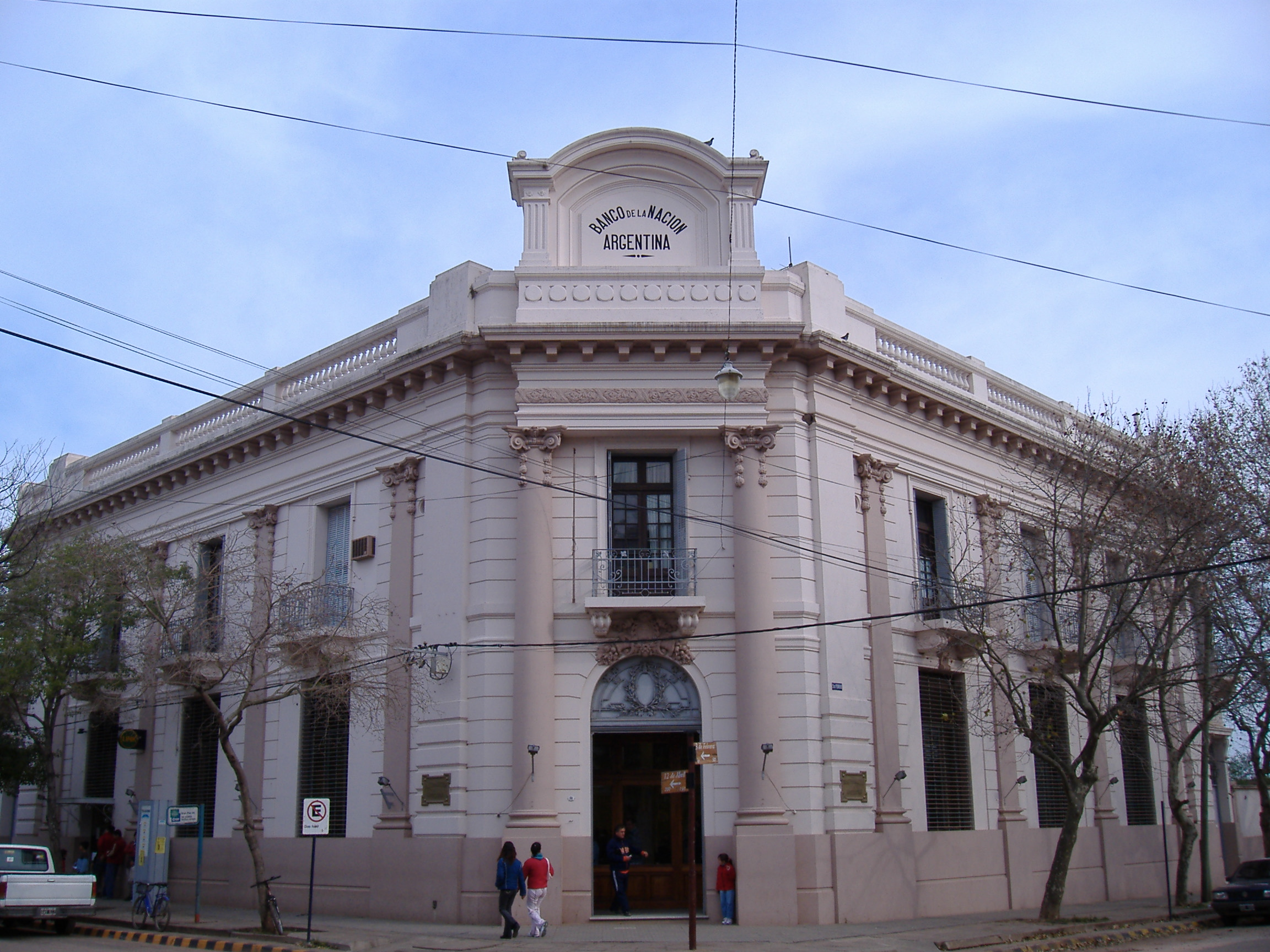

科隆（西班牙語：Colón），是阿根廷的城市，位於該國東北部恩特雷里奧斯省，是科隆縣的首府，處於烏拉圭河西岸，始建於1863年4月12日，海拔高度57米，2010年人口24,835。